# Merishausen
Merishausen je mjesto u Švicarskoj u kantonu Schaffhausen.

## Zemljopis
Mjesto Merishausen nalazi se 7 km sjeverno od grada Schaffhausena u Švicarskoj.

## Povijest
846. godine se prvi put spominje pod imenom Morinishusun. Ali već mjesto naseljeno već od mlađeg kamenog doba.
Od 1738. do 1751. godine se iz Merishausena odselilo 54 osoba u SAD pretežito u Pennsylvania i Carolinu.

## Grb
Plava zvijezda na žutom polju je bio grb Merishausena u šesnaestom stoljeću, od 1949. je obrnuto žuta zvijezda na plavom polju.

## Stanovništvo
Prema službenim statistikama popis stanovništva Merishausena.
| Godina | Broj stanovnika |
| ------ | --------------- |
| 1771.  | 467             |
| 1789.  | 674             |
| 1850.  | 932             |
| 1950.  | 539             |
| 2000.  | 644             |

## Gospodarstvo
Većinom se živi od poljoprivrede.

## Vanjske poveznice
- Službena stranica